# Mos teutonicus
Mos teutonicus je latinský termín, který lze do češtiny přeložit jako Německý zvyk. Popisuje středověký pohřební rituál, který se začal používat od druhé křížové výpravy do svaté země, někdy po roce 1147. Z důvodů náboženských a hygienických se mrtvola nejprve rozřezala, pohřbily se vnitřnosti, části těla se uvařily ve vodě, octu nebo víně, měkké tkáně byly odděleny od kostí a pohřbeny. Zbylá kostra se vložila do vonných látek a převezla se na vzdálené místo hrobu.

## Důvody vzniku a historie

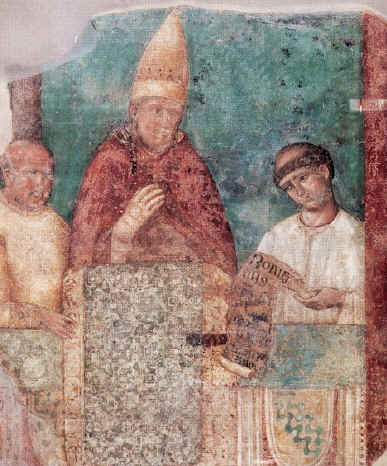
Papež Bonifác VIII.

Během křížové výpravy bylo nevhodné pohřbít mrtvolu rytíře na muslimském (nekřesťanském) území. Z důvodu hygiény a náročnosti, byl převoz celého kadáveru zpět do Evropy nevhodný. Ve středověku se věřilo, že pro budoucí zmrtvýchvstání při soudném dnu, je potřeba všech kostí. Z tohoto důvodu se jevil Mos teutonicus jako vhodné řešení. Mos teutonicus byl použitý i v jiných souvislostech něž byly Křížové výpravy na jiných místech Evropy. Papež Bonifác VIII. zakázal Mos teutonicus „Bulou Detestande feritatis“ dne 27. září 1299 a pak znovu 18. února 1300. Praktika se však používala i později.

## Příklady použití
Mos teutonicus byl používaný pro významnější osoby (šlechta). Byl aplikován např. pro tyto osobnosti:
- Fridrich I. Barbarossa (1152 – 1190)
- Lothar III. (1125–1137)
- Jindřich V. (1413–1422)

## Archeologie
Z archeologických nálezů je zřetelné, že zkoumané kosti podrobené rituálu Mos teutonicus jsou lépe zachované než kosti z běžných pohřbů. Vaření ve vodě, víně či octu přispívá k vyšší odolnosti proti rozkladu. Pro kosti podrobené Mos teutonicus jsou také typické stopy na kostech od nožů vzniklé při odstraňování měkkých tkání.